# Mein Job – Dein Job
Mein Job – Dein Job ist eine Doku-Soap-Serie des BR Fernsehens.

## Konzept
In jeder Folge tauschen zwei Angestellte aus Bayern für eine Woche ihre Arbeitsplätze mit zwei Kollegen aus fernen Ländern. Das bevorstehende Reiseziel erfahren die Kandidaten erst kurz vor dem Abflug. Die Gegenüberstellung des Arbeitsalltags ermöglicht einen Vergleich von Kultur, Gepflogenheiten und Arbeitsbedingungen.
Produziert wird die Serie von Constantin Entertainment.

## Staffeln

### Staffel 1 (2017)
- 1. Münchner Markthändler in Thailand
- 2. Niederbayerische Automechaniker in Afrika
- 3. Oberbayerische Müllmänner in Brasilien
- 4. Oberpfälzer Taxifahrer in Thailand
- 5. Schwäbische Landwirte in den USA
- 6. Fränkische Bademeister in Brasilien
- 7. Schwäbische Feuerwehrleute in den USA

### Staffel 2 (2018)
- 8. Unterfränkische Friseurinnen in Afrika
- 9. Oberbayerische Köchinnen in Indien
- 10. Oberbayerische Blasmusiker in Mexiko
- 11. Niederbayerische Schreiner in Nepal
- 12. Oberbayerische Wäscher in Indien
- 13. Oberpfälzer Brauerinnen in Mexiko
- 14. Schwäbische Bäcker in Afrika
- 15. Niederbayerische Hotelangestellte in Nepal

### Staffel 3 (2019)
- 16. Schwäbische Köche in Japan
- 17. Oberbayerische Trachtenschneider in Peru
- 18. Unterfränkische Maurer in Namibia
- 19. Oberbayerische Kirchenchorsänger in den USA
- 20. Schwäbische Töpfer in Peru
- 21. Niederbayerische Kellnerinnen in Japan
- 22. Niederbayerische Lehrerinnen in Namibia
- 23. Oberfränkische Würstelverkäufer in den USA

### Staffel 4 (2020)
- 24. Oberpfälzer Tierärztinnen in Sambia
- 25. Niederbayerische Fischer in Thailand
- 26. Oberbayerische Chocolatiers in Panama
- 27. Oberbayerische Trachtenschneider in Schottland
- 28. Oberpfälzer Schnapsbrenner auf Kuba
- 29. Fränkische Schmiede in Thailand
- 30. Oberbayerische Goldschmiedinnen in Tansania
- 31. Niederbayerische Automechaniker auf Kuba

### Staffel 5 (2022/23)
- 32. Tierpfleger – Südafrika
- 33. Kaffeeröster – Mexiko
- 34. Zweiradmechaniker – USA
- 35. Tätowierer – Thailand
- 36. Instrumentenbauer – Südafrika
- 37. Hutmacher – Mexiko
- 38. Elektriker – Thailand
- 39. Lebensmittelverkäufer – Oberbayern & Jamaika
- 40. Tänzerinnen – USA

### Staffel 6 (2023)
- 41. Unterfränkische Polizisten in den USA
- 42. Allgäuer Volkstänzerinnen in Argentinien
- 43. Niederbayerische Kirchenmaler in Laos
- 44. Allgäuer Bergretter in Norwegen
- 45. Mittelfränkische Konditorinnen in Argentinien
- 46. Niederbayerische Schankkellner auf Jamaika
- 47. Oberbayerische Weberinnen in Laos